# Rougail saucisses
El rougail de salchichas (en francés, rougail saucisse /ʀugay sosis/) es una preparación culinaria elaborada con salchicha criolla cocinada con rougail, una salsa picante típica de la gastronomía de La Reunión. Aunque en la actualidad es un plato consumido por todos los reunionenses, fue desarrollado por los malbares, la comunidad de Reunión de origen indio. A la persona que no le guste el picante, puede evitar el chile en la salsa. 
La salchicha criolla se produce a mano en las carnicerías de la isla, y a menudo se vende ahumada, aunque también fresca. Para este plato, se corta en trozos y se guisa con el rougail, para luego servirse con arroz zambrocal, lentejas y/o frijoles (alubias o garrofones).
En la vecina isla de Mauricio, que también tiene una importante comunidad tamil, también existe este plato. No obstante, difiere su ortografía pues es femenina: rougaille saucisse. La peculiaridad del rougaille mauriciano es que se prepara con salchichas de carne de cerdo (o mezclada con carne de pollo), mientras que entre los indios se come casi exclusivamente de pollo.